# Асаф Голл
Асаф Голл (англ. Asaph Hall; 15 жовтня 1829 — 22 листопада 1907) — американський астроном, найвизначнішим його відкриттям вважається відкриття супутників Марса.

## Біографія
Асаф народився 15 жовтня 1829 року в родині фермера в місті Гошен (штат Коннектикут). До 13 років у нього було звичайне життя сільського хлопчика, він допомагав батьку та матері, але у 1842 році його батьки померли, і для Асафа настав тяжкий період у його житті. Звичайно, численна рідня допомагала хлопцю, але ферма була для нього дуже важким тягарем. Ось чому з 16 років він пішов з дому та став учнем тесляра.
Була у Асафа пристрасть до точних наук, йому дуже подобалась математика та геометрія, але відсутність систематичного навчання не дозволила йому розраховувати на місце в будь-якому університеті. Тому молодий Голл сам сів за підручники та вчився самостійно.
У 23 роки він успішно поступив до Норфолкської військової академії, де вивчав вищу математику, потім він перевівся до Центрального коледжу в місті Макгровіль й нарешті перейшов в обсерваторію Мічиганського університету.
У віці 28 років його запросили на роботу до Гарвардської обсерваторії. За п'ять років роботи Голл зарекомендував себе з найкращого боку, і йому запропонували посаду помічника керівника у військово-морській обсерваторії США у Вашингтоні. До того часу Голл був вже одружений та мав сина.
Вже у наступному році капітан ВМС США Голл став професором математики. У 1875 році Асаф Голл став одним з найголовніших спостерігачів на найбільшому у той час 26 дюймовому рефракторі Кларка. Першим його відкриттям на цьому телескопі було чітке визначення періоду обертання Сатурна, а 11 та 17 серпня 1877 він зробив найвизначніше у своєму житті відкриття — відкрив Фобос та Деймос — супутники Марса. Голл присвятив відкриття обох супутників своїй дружині.
У 1881 році син Голла, якого теж назвали Асафом, прийшов працювати в обсерваторію свого батька, де пропрацював 47 років.
Асаф Голл помер 22 листопада 1907 року в місті Аннаполіс (штат Меріленд).